# Kong

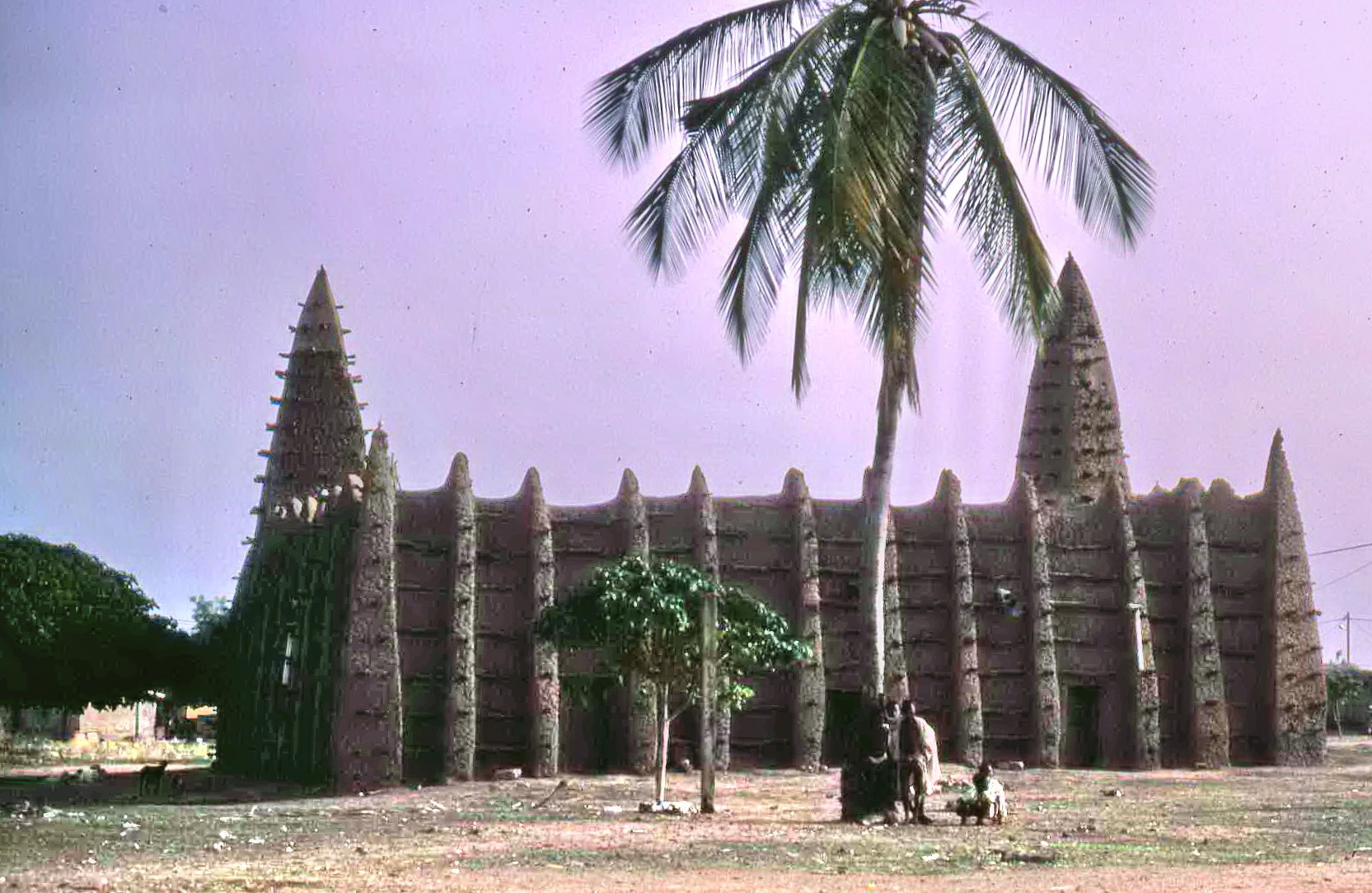
Mesquita el 2002

Kong és una ciutat i comuna del nord-est de Costa d'Ivori a l'oest del Parc nacional del Comoé al punt de repartiment de les aigües entre la conca del Comoé i el del Nzi, afluent del Bandama. Kong és una ciutat és la capital del Departament de Kong, a la Regió de Tchologo
El nom deriva de Kpon, el nom local i era un antic establiment senufo (de la tribu Fala Fala) avui en dia encara senyors tradicionals locals. Al segle xvi els malinkes van avançar al sud. Els jules (mercaders malinke) procedents de Macina van fundar Bobo Julaso (Bobo Dioulasso) i es van instal·lar a Kong on al segle xvii van rebre el reforç dels sohondji malinké, pagans, mercès als quals van poder controlar les rutes comercials. Els dioules van imposar el seu domini sobre Kong.
Vegeu: Regne de Kong
El francès Binger hi va arribar el 20 de febrer de 1888 i hi va restar fins a l'11 de març. El desembre de 1888 Treich-Laplène va fer signar al rei del moment, Karamoko Oule Wattara, un tractat que establia el protectorat francès. El tractat fou signant formalment el 10 de gener de 1899 en presència de Binger, que havia tornat a Kong i hi va tornar altre cop el 1892. El 1894 hi va estar el capità Marchand que es va assabentar de les amenaces de Samori. Llavors va cridar al tinent coronel Monteil i es va concentrar a Grand Bassam, l'agost de 1894; la columna va progressar i va trobar a Samori el 1895 al que va lliurar combat el març, sent rebutjats. El 15 de maig de 1897 Samori va destruir Kong fins als fonaments i va massacrar als habitants, respectant només les cases de Fala Fala. El gener de 1898 un destacament francès hi va construir una posició que aviat fou assetjada, però alliberada pel comandant Caudrelier. Samori fou fet presoner i la pau es va restablir. La majoria dels antics habitants va restar a Bobo Dilouasso, però alguns van tornar.
Durant la colònia fou capçalera d'un cantó d'uns 30000 habitants. Com que la línia fèrria passava a uns 70 km la ciutat ja no es va recuperar.